# 海人 (格闘家)
海人（かいと、1997年8月21日 - ）は、日本の男子シュートボクサー、キックボクサー。大阪府出身。TEAM F.O.D所属。第12代SB日本スーパーライト級王者。S-cup2018世界王者。初代KNOCK OUT-BLACKスーパーウェルター級王者。第5代RISEミドル級王者。第2代SB世界スーパーウェルター級王者。血液型はAB型。本名は大野 海人（おおの  かいと）。シュートボクシングの新世代エースとして活躍している。

## 来歴
小学生のときに格闘技を始め、小学5年のときにプロになりたいと意識しはじめた。
2014年2月23日、SHOOT BOXING 2014 act.1でプロデビュー戦を行い、北川準にTKO勝ち。
2014年4月18日、SHOOT BOXING 2014 act.2～BONDS 絆～で鈴木崇人と対戦し、3RTKO勝ちを収めた。
2014年6月21日、SHOOT BOXING 2014 act.3で下村哲幸と62.5kg契約で対戦し、1RTKO勝ちを収めた。
2014年7月27日、J－NETWORK Next Generation Cup 62kg級トーナメントに出場し優勝。
2014年9月20日、SHOOT BOXING2014 act.4で玉川和輝と対戦し、判定勝ちを収めた。
2014年11月30日、SHOOT BOXING WORLD TOURNAMENT S-cup 2014で石原夜叉坊と63.0kg契約で対戦し、接戦の末判定勝ちを収めた。
2015年1月24日、RISE 103で野辺広大と62.0kg契約で対戦するも、判定負けを喫しプロ初黒星となった。
2015年2月21日、SHOOT BOXING 2015 ～SB30th Anniversary～ act.1でTASUKUと62.5㎏契約で対戦し、判定勝ちを収め再起に成功した。
2015年4月18日、	SHOOT BOXING 2015 ～SB30th Anniversary～ act.2で池上孝二と61.5kg契約で対戦するも、判定負けを喫しプロ2敗目となった。
2015年6月21日、SHOOT BOXING 2015 ～SB30th Anniversary～ act.3で菅原悠次と対戦し、判定勝ちを収め再起に成功した。
2015年8月22日、SHOOT BOXING 30th ANNIVERSARY“CAESAR TIME!”で土屋大喜と対戦し、判定勝ちを収めた。
2015年10月3日、SHOOT BOXING THE LAST BOMBで安保瑠輝也と63.0kg契約で対戦し、序盤は安保のパワフルな打撃に押される展開となるも、2Rにカウンターの左フックでダウンを奪うと、立ち上がった安保に顔面への前蹴りをヒットさせKO勝ちを収めた。
2016年2月13日、SHOOT BOXING 2016 act.1で高橋幸光と対戦し、判定勝ちを収めた。
2016年6月5日、SHOOT BOXING 2016 act.3で大川洋明と対戦し、判定勝ちを収めた。
2016年9月19日、SHOOT BOXING 2016 act.4で潔人と対戦し、2RTKO勝ちを収めた。
2016年12月23日、中国・南京で開催された「力搏宁戦II」でリュウ・ヤと65.0kg契約で対戦し、判定勝ちを収めた。
2017年2月11日、SHOOT BOXING 2017 act.1でYUSHIと62.5kg契約と対戦するが、海人が前日計量をクリアできずレッドカード2枚による減点2、ファイトマネー全額没収、YUSHIが6オンスグローブなのに対し、、海人が8オンス使用のグローブハンデで試合を実施する運びとなった。試合は28-27（3者とも）の判定で海人の勝ちと告げられたが、海人の計量失格によりノーコンテストとなった。
2017年4月8日、SHOOT BOXING 2017 act.2で前年のS-cup65kg世界トーナメント2016王者のザカリア・ゾウガリーと64.0㎏契約で対戦し、善戦するも0-2の判定負けを喫した。
2017年6月16日、SHOOT BOXING 2017 act.3で鈴木博昭と63.5kg契約で対戦し、1Rに縦ヒジで鈴木の額をカットさせると、流血によりドクターストップでTKO勝ちを収め、新旧エース対決を制した。
2017年9月16日、SHOOT BOXING 2017 act.4で宮越慶二郎と63.5kg契約で対戦し、5Rに接近戦でパンチに右ヒジを交ぜカットに成功し、流血によりドクターストップでTKO勝ちを収めた。
2017年11月22日、SHOOT BOXING日本スーパーライト級王座決定トーナメントに出場し、1回戦で元DEEP☆KICK65kg級王者の憂也を下し、決勝へ進出、続く決勝で元Krush－70kg王者の健太から判定勝利で第12代SB日本スーパーライト級王座を獲得した。
2018年2月10日、SHOOT BOXING 2018 act.1でタップロン・ハーデスワークアウトと対戦し、4RKO勝ちを収めた。
2018年4月1日、SHOOT BOXING 2018 act.2でRISEライト級王者・不可思と64.0㎏契約で対戦し、4Rにヒジで不可思の額をカットさせ、ドクターストップによりTKO勝ちを収めた。
2018年6月10日、SHOOT BOXING 2018 act.3でジャオウェハー・シーリーラックジムと68.0kg契約で対戦し、1RKO勝ちを収めた。
2018年7月29日、RIZIN.11でウザ強ヨシヤと70.0kg契約で対戦し、2RKO勝ちを収めた。
2018年8月12日、RIZIN.12でWBCムエタイ日本ライト級王者の小川翔と65.0kg契約で対戦し、判定勝ちを収めた。
2018年9月15日、SHOOT BOXING 2018 act.4で現役ラジャダムナンスタジアム認定スーパーライト級王者のチャムアトーン・ファイタームエタイと65.0kg契約で対戦し、ほぼ互角の試合で延長までもつれ込むも、延長1Rで2-0の判定で敗れた。
2018年11月18日、SHOOT BOXING S-cup 65kg 世界 TOURNAMENT 2018に出場。一回戦でチョ・ギョンジェに1RKO勝ち、準決勝で健太にレフェリーストップによる3RTKO勝ち、決勝戦でUMAに1RTKO勝ちを収め全試合KOで対戦相手を下し、S-cup世界トーナメント初優勝を飾った。
2018年12月9日、KING OF KNOCK OUT 2018にて元WPMF世界ライト級暫定王者の水落洋祐と65.0kg契約で対戦し、3RTKO勝ちを収めた。
2019年2月9日、レプロエンタテインメントとマネジメント契約を結んだことを公表した。
2019年2月11日、SHOOT BOXING 2019 act.1でラジャダムナンスタジアム認定ジュニアミドル級2位のポンシリー・ポーシリポンと65.0kg契約で対戦し、終始優勢に攻め続け大差の判定勝ちを収めた。
2019年4月27日、SHOOT BOXING 2019 act.2でチャド・コリンズと66.0kg契約で対戦し、判定負けを喫した。
2019年6月23日、SHOOT BOXING 2019 act.3で元Krushスーパーウェルター級王者の中島弘貴と69.0kg契約で対戦し、4RTKO勝ちを収めた。
2019年9月28日、SHOOT BOXING 2019 act.4でRISEミドル級王者のイ・ソンヒョンと69.0kg契約で対戦し、判定勝ちを収めた。
2019年12月3日、SHOOT BOXING GROUND ZERO TOKYO 2019でRISEウェルター級王者の“ブラックパンサー”ベイノアと67.5kg契約で対戦し、判定勝ちを収めた。
2020年2月15日、SHOOT BOXING 2020 act.1でピンペット・バンチャメークと68.0kg契約で対戦し、延長ラウンドまでもつれ込むも判定負けを喫した。
2020年8月10日、RIZIN.23 - CALLING OVER -にてロクク・ダリと73.0kg契約で対戦し、判定勝ちを収め再起に成功した。
2020年10月11日、RISE DEAD or ALIVE 2020 YOKOHAMAにて緑川創と70.0kg契約で対戦し、判定勝ちを収めた。
2020年11月28日、SHOOT BOXING 2020 act.2にて第4代新日本キックボクシング協会ミドル級王者の喜多村誠と70.0kg契約で対戦し、3RKO勝ちを収めた。
2021年2月28日、REBELS最終興行となったREBELS ～The FINAL～にてREBELS-BLACKスーパーウェルター級タイトルマッチで王者の日菜太に挑戦し、判定勝ちを収め王座獲得に成功した。
2021年4月10日、SHOOT BOXING 2021 act.2にてBigbangウェルター級王者モハン・ドラゴンと68.0kg契約で対戦し、判定勝ちを収めた。
2021年6月20日、SHOOT BOXING 2021 act.3にてZSTライト級王者小金翔と71.0kg契約で対戦し、判定勝ちを収めた。
2021年9月4日、SHOOT BOXING 2021 act.4にてチャンスック・バーテックスジムと70.0kg契約で対戦し、判定勝ちを収めた。
2021年11月14日、RISE WORLD SERIES 2021 OSAKA2にて中島将志と対戦し、1Rにダウンを奪い大差の判定勝ちを収めた。
2021年12月26日、SHOOT BOXING 2021 Champion Carnivalにてジョー・FELLOWGYMと70.0kg契約で対戦し、2RKO勝ちを収めた。
2022年2月13日、SHOOT BOXING 2022 act.1にてチューチャイ・ハーデスワークアウトジムと対戦し、3RKO勝ちを収めた。
2022年4月2日、RISE ELDORADO 2022にて“ブラックパンサー”ベイノアと71.5kg契約で再戦し、1RTKO勝ちを収めた。
2022年6月19日、THE MATCH 2022でK-1WORLD GPウェルター級王者の野杁正明と68.5Kg契約で対戦し、延長にもつれこむ接戦の末判定で勝利した。
2022年8月21日、RISE WORLD SERIES OSAKA 2022にてサモ・ペティと対戦し、延長の末3-0の判定勝ちを収めた。
2022年9月17日、SHOOT BOXING 2022 act.4にてケンダル・カラクァートと70.0kg契約で対戦し、接戦の末判定勝ちを収めた。
2022年12月25日、Cygames presents RISE WORLD SERIES / SHOOTBOXING-KINGS 2022にてGLORYライト級ランキング1位のストーヤン・コプリヴレンスキーに2-1の判定勝ち。試合後、コプリヴレンスキーが判定に抗議を示すなど物議を醸す判定となった。GLORY公式採点でもストーヤンの有効打125発に対して海人の有効打は64発と2倍の差があった。
2023年2月11日、NO KICK NO LIFE 2023 act.1にて緑川創と70.0kg契約で再戦し、4度のダウンを奪い3RTKO勝ちを収めた。敗れた緑川はこの試合が引退試合となった。
2023年3月26日、RISE ELDORADO 2023にてRISEミドル級タイトルマッチで王者のイ・ソンヒョンに挑戦し、判定勝ちを収め王座獲得に成功した。
2023年6月25日、SHOOT BOXING 2023 act.3のメインイベントにて、前王者アンディ・サワーの現役引退に伴い空位となったSB世界スーパーウェルター級王座決定戦でサモ・ペティと10ヶ月ぶりに再戦。4、5Rにペティがタックルに行く反則を犯してレッドカードで減点されるというアクシデントもあり、3-0の判定勝ちを収め王座獲得を果たした。
2023年8月19日、GLORY87にてGLORY世界ライト級タイトルマッチで王者のティジャニ・ベズタティに挑戦するも、0-5の大差の判定負けを喫し王座獲得とはならなかった。
2023年11月14日、SHOOT BOXING 2023シリーズFinal -Start towards 40th anniversary-にてマサロ・グランダーと70.0kg契約で対戦し、1RKO勝ちを収め再起に成功した。
2023年12月16日、RISE WORLD SERIES 2023 Final RoundのRISE×GLORY対抗戦でISKAヨーロッパライトミドル級王者のジェームズ・コンデと対戦。当初は元Enfusion王者のモハメド・ジャラヤと対戦する予定だったが、諸事情で入国できなくなったため代役としてコンデに変更された。試合は3つのダウンを奪い、1RKO勝ちを収めた。
2024年2月10日、SHOOTBOXING 2024 act.1にて元ONEムエタイ世界フェザー級王者のペットモラコット・ペッティンディーアカデミーと70.0kg契約で対戦するも、延長にもつれこむ接戦の末僅差の判定負けを喫した。
2024年4月13日、SHOOTBOXING 2024 act.2のメインイベントにてSB世界スーパーウェルター級タイトルマッチでペットモラコット・ペッティンディーアカデミーと再戦し、2-0の判定勝ちを収め初防衛成功と同時に雪辱を果たした。
2024年6月15日、SHOOTBOXING 2024 act.3にてISKA世界ライトミドル級王者のアルマン・ハンバリアンと70.0kg契約で対戦し、2RKO勝ちを収めた。
2024年8月17日、SHOOTBOXING 2024 act.4にて元GLORYライト級6位のドラゴミール・ペトロフと70.0kg契約で対戦し、2RTKO勝ちを収めた。
2024年10月13日、SHOOTBOXING 2024 act.5にて初代GLORYライト級王者のダビッド・キリアと71.0kg契約で対戦し、3-0の判定勝ちを収めた。
2024年12月26日、-SHOOT BOXING BATTLE SUMMIT-GROUND ZERO TOKYO 2024にてGLORYライト級3位のゲリック・ビレットと70.0kg契約で対戦し、3-0の判定勝ちを収めた。
2025年3月23日、ONE 172で元GLORYライト級王者のマラット・グレゴリアンと対戦する予定だったが、グレゴリアンが計量会場に姿を見せなかったことから計量失格となり、ハイドレーションテストは合格したもののキャッチウェイトでの対戦についての交渉が決裂したため中止となった。
2025年5月23日、ONE Friday Fights 109にてモハメド・シアサラニとONEキックボクシングフェザー級契約で対戦するも、0-3の判定負けを喫した。
2025年6月22日、SHOOTBOXING 2025 act.3にて前回の敗戦からわずか一ヶ月後の再起戦としてGLORYライト級1位のエンリコ・ケールと対戦するも、終始ケールの手数に圧倒され0-3の判定負けを喫し自身初の連敗となった。

## 人物・エピソード
- 入場曲は「MEGARYU」メガトンキック　我竜伝説である。
- 趣味は眼鏡やサングラス集め[75]。
- 小学生の時に顔面ありのフルコンタクト空手（グローブ空手）を始め、中学卒業後は高校進学をせず週に2～3回の現場仕事をしながら、練習時間を確保するという生活を送る[76]。
- 1日のトレーニングは毎朝15キロのランニング、昼間は一人でサンドバッグで追い込みや蹴りこみを10ラウンド以上、夜はミット・スパーリングと、1日3部練を行っている[77]。

## 戦績

### プロキックボクシング
| キックボクシング 戦績 | キックボクシング 戦績 | キックボクシング 戦績 | キックボクシング 戦績 | キックボクシング 戦績 | キックボクシング 戦績 | キックボクシング 戦績 |
| --------------------- | --------------------- | --------------------- | --------------------- | --------------------- | --------------------- | --------------------- |
| 70 試合               | (T)KO                 | 判定                  | その他                | 引き分け              | 無効試合              |                       |
| 59 勝                 | 26                    | 33                    | 0                     | 0                     | 1                     |                       |
| 10 敗                 | 0                     | 10                    | 0                     | 0                     | 1                     |                       |

| 勝敗 | 対戦相手                                     | 試合結果                                                 | 大会名                                                                                                   | 開催年月日     |
| ×    | エンリコ・ケール                             | 3R終了 判定0-3                                           | SHOOTBOXING 2025 act.3                                                                                   | 2025年6月22日  |
| ×    | モハメド・シアサラニ                         | 3R終了 判定0-3                                           | ONE Friday Fights 109                                                                                    | 2025年5月23日  |
| ○    | ゲリック・ビレット                           | 3R終了 判定3-0                                           | -SHOOT BOXING BATTLE-SUMMIT GROUND ZERO TOKYO 2024                                                       | 2024年12月26日 |
| ○    | ダビッド・キリア                             | 3R終了 判定3-0                                           | SHOOTBOXING 2024 act.5                                                                                   | 2024年10月13日 |
| ○    | ドラゴミール・ペトロフ                       | 2R 0:51 TKO（崩しによる負傷）                            | SHOOTBOXING 2024 act.4                                                                                   | 2024年8月17日  |
| ○    | アルマン・ハンバリアン                       | 2R 2:47 KO（左フック）                                   | SHOOTBOXING 2024 act.3                                                                                   | 2024年6月15日  |
| ○    | ペットモラコット・ペッティンディーアカデミー | 5R終了 判定2-0                                           | SHOOTBOXING 2024 act.2 【SB世界スーパーウェルター級タイトルマッチ】                                      | 2024年4月13日  |
| ×    | ペットモラコット・ペッティンディーアカデミー | 3R+延長1R終了 判定0-2                                    | SHOOTBOXING 2024 act.1                                                                                   | 2024年2月10日  |
| ○    | ジェームズ・コンデ                           | 1R 2:06 KO（3ノックダウン）                              | RISE WORLD SERIES 2023 Final Round                                                                       | 2023年12月16日 |
| ○    | マサロ・グランダー                           | 1R 2:48 KO（左膝蹴り）                                   | SHOOT BOXING 2023シリーズFinal -Start towards 40th anniversary-                                          | 2023年11月14日 |
| ×    | ティジャニ・ベズタティ                       | 5R終了 判定0-5                                           | GLORY 87 【GLORY世界ライト級タイトルマッチ】                                                             | 2023年8月19日  |
| ○    | サモ・ペティ                                 | 5R終了 判定3-0                                           | SHOOT BOXING 2023 act.3 【SB世界スーパーウェルター級王座決定戦】                                         | 2023年6月25日  |
| ○    | イ・ソンヒョン                               | 5R終了 判定3-0                                           | RISE ELDORADO 2023 【RISEミドル級タイトルマッチ】                                                        | 2023年3月26日  |
| ○    | 緑川創                                       | 3R 0:57 TKO（パンチ連打）                                | NO KICK NO LIFE 2023 act.1                                                                               | 2023年2月11日  |
| ○    | ストーヤン・コプリヴレンスキー               | 3R終了 判定2-1                                           | Cygames presents RISE WORLD SERIES / SHOOTBOXING-KINGS 2022                                              | 2022年12月25日 |
| ○    | ケンダル・カラクァート                       | 3R+延長2R終了 判定3-0                                    | SHOOT BOXING 2022 act.4                                                                                  | 2022年9月17日  |
| ○    | サモ・ペティ                                 | 3R+延長1R終了 判定3-0                                    | RISE WORLD SERIES OSAKA 2022                                                                             | 2022年8月21日  |
| ○    | 野杁正明                                     | 3R+延長1R終了 判定3-0                                    | THE MATCH 2022                                                                                           | 2022年6月19日  |
| ○    | “ブラックパンサー”ベイノア                   | 1R 0:41 KO（左フック）                                   | RISE ELDORADO 2022                                                                                       | 2022年4月2日   |
| ○    | チューチャイ・ハーデスワークアウトジム       | 3R 2分22秒 TKO（パンチ連打）                             | SHOOT BOXING 2022 act.1                                                                                  | 2022年2月13日  |
| ○    | ジョー・FELLOWGYM                            | 2R 2分08秒 KO（左膝蹴り）                                | SHOOT BOXING 2021 Champion Carnival                                                                      | 2021年12月26日 |
| ○    | 中島将志                                     | 3R終了 判定3-0                                           | RISE WORLD SERIES 2021 OSAKA2                                                                            | 2021年11月14日 |
| ○    | チャンスック・バーテックスジム               | 3R終了 判定3-0                                           | SHOOT BOXING 2021 act.4                                                                                  | 2021年9月4日   |
| ○    | 小金翔                                       | 3R終了 判定3-0                                           | SHOOT BOXING 2021 act.3                                                                                  | 2021年6月20日  |
| ○    | モハン・ドラゴン                             | 3R終了 判定3-0                                           | SHOOT BOXING 2021 act.2                                                                                  | 2021年4月10日  |
| ○    | 日菜太                                       | 3R終了 判定2-0                                           | REBELS ～The FINAL～ 【REBELS-BLACKスーパーウェルター級タイトルマッチ】                                  | 2021年2月28日  |
| ○    | 喜多村誠                                     | 3R 14秒 KO（右ハイキック）                               | SHOOT BOXING 2020 act.2                                                                                  | 2020年11月28日 |
| ○    | 緑川創                                       | 3R終了 判定2-0                                           | RISE DEAD or ALIVE 2020 YOKOHAMA                                                                         | 2020年10月11日 |
| ○    | ロクク・ダリ                                 | 3R終了 判定3-0                                           | RIZIN.23 - CALLING OVER -                                                                                | 2020年8月10日  |
| ×    | ピンペット・バンチャメーク                   | 5R+延長3R終了 判定1-2                                    | SHOOT BOXING 2020 act.1                                                                                  | 2020年2月15日  |
| ○    | “ブラックパンサー”ベイノア                   | 5R終了 判定3-0                                           | SHOOT BOXING GROUND ZERO TOKYO 2019                                                                      | 2019年12月3日  |
| ○    | イ・ソンヒョン                               | 5R終了 判定3-0                                           | SHOOT BOXING 2019 act.4                                                                                  | 2019年9月28日  |
| ○    | 中島弘貴                                     | 4R 2分56秒 TKO（3ノックダウン）                          | SHOOT BOXING 2019 act.3                                                                                  | 2019年6月23日  |
| ×    | チャド・コリンズ                             | 5R終了 判定0-3                                           | SHOOT BOXING 2019 act.2                                                                                  | 2019年4月27日  |
| ○    | ポンシリー・ポーシリポン                     | 3R終了 判定3-0                                           | SHOOT BOXING 2019 act.1                                                                                  | 2019年2月11日  |
| ○    | 水落洋祐                                     | 3R 1分58秒 TKO                                           | KING OF KNOCK OUT 2018                                                                                   | 2018年12月9日  |
| ○    | UMA                                          | 1R 1分22秒 KO                                            | SHOOT BOXING S-cup 65kg 世界 TOURNAMENT 2018 【S-cup65kg世界トーナメント決勝戦】                         | 2018年11月18日 |
| ○    | 健太                                         | 3R 42秒 TKO（ヒジによるカット）                          | SHOOT BOXING S-cup 65kg 世界 TOURNAMENT 2018 【S-cup65kg世界トーナメント準決勝】                         | 2018年11月18日 |
| ○    | チョ・ギョンジェ                             | 1R 2分16秒 KO（2ノックダウン：右ストレート）             | SHOOT BOXING S-cup 65kg 世界 TOURNAMENT 2018 【S-cup65kg世界トーナメント一回戦】                         | 2018年11月18日 |
| ×    | チャムアトーン・ファイタームエタイ           | 5R+延長1R終了 判定0-2                                    | SHOOT BOXING 2018 act.4                                                                                  | 2018年9月15日  |
| ○    | 小川翔                                       | 3R終了 判定3-0                                           | RIZIN.12                                                                                                 | 2018年8月12日  |
| ○    | ウザ強ヨシヤ                                 | 2R 1分22秒 KO                                            | RIZIN.11                                                                                                 | 2018年7月29日  |
| ○    | ジャオウェハー・シーリーラックジム           | 1R 2分43秒 KO（右フック）                                | SHOOT BOXING 2018 act.3                                                                                  | 2018年6月10日  |
| ○    | 不可思                                       | 4R 2分45秒 TKO（ヒジによるカット）                       | SHOOT BOXING 2018 act.2                                                                                  | 2018年4月1日   |
| ○    | タップロン・ハーデスワークアウト             | 4R 2分36秒 KO                                            | SHOOT BOXING 2018 act.1                                                                                  | 2018年2月10日  |
| ○    | 健太                                         | 3R終了 判定2-0                                           | -SHOOT BOXING BATTLE SUMMIT- GROUND ZERO TOKYO 2017 【SB日本スーパーライト級王座決定トーナメント決勝戦】 | 2017年11月22日 |
| ○    | 憂也                                         | 3R終了 判定3-0                                           | -SHOOT BOXING BATTLE SUMMIT- GROUND ZERO TOKYO 2017 【SB日本スーパーライト級王座決定トーナメント一回戦】 | 2017年11月22日 |
| ○    | 宮越慶二郎                                   | 5R 2分46秒 TKO（ヒジによるカット）                       | SHOOT BOXING 2017 act.4                                                                                  | 2017年9月16日  |
| ○    | 鈴木博昭                                     | 1R 2分18秒 TKO（ヒジによるカット）                       | SHOOT BOXING 2017 act.3                                                                                  | 2017年6月16日  |
| ×    | ザカリア・ゾウガリー                         | 5R終了 判定0-2                                           | SHOOT BOXING 2017 act.2                                                                                  | 2017年4月8日   |
| ○    | 岩崎悠斗                                     | 3R+延長1R終了 判定3-0                                    | 静岡キック vol.3                                                                                         | 2017年3月12日  |
| －   | YUSHI                                        | 3R終了 判定3-0（海人の計量オーバーによりノーコンテスト） | SHOOT BOXING 2017 act.1                                                                                  | 2017年2月11日  |
| ○    | リュウ・ヤ                                   | 3R終了 判定2-0                                           | 中国・南京「力搏宁戦II」                                                                                 | 2016年12月23日 |
| ○    | 潔人                                         | 2R 2分28秒 TKO                                           | SHOOT BOXING 2016 act.4                                                                                  | 2016年9月19日  |
| ○    | 大川洋明                                     | 3R終了 判定3-0                                           | SHOOT BOXING 2016 act.3                                                                                  | 2016年6月5日   |
| ○    | 高橋幸光                                     | 3R終了 判定3-0                                           | SHOOT BOXING 2016 act.1                                                                                  | 2016年2月13日  |
| ○    | 安保瑠輝也                                   | 2R 2分59秒 KO（前蹴り）                                  | SHOOT BOXING THE LAST BOMB                                                                               | 2015年10月3日  |
| ○    | 土屋大喜                                     | 3R+延長1R終了 判定2-0                                    | SHOOT BOXING 30th ANNIVERSARY“CAESAR TIME!”                                                              | 2015年8月22日  |
| ○    | 菅原悠次                                     | 3R終了 判定2-0                                           | SHOOT BOXING 2015 ～SB30th Anniversary～ act.3                                                           | 2015年6月21日  |
| ×    | 池上孝二                                     | 3R終了 判定0-2                                           | SHOOT BOXING 2015 ～SB30th Anniversary～ act.2                                                           | 2015年4月18日  |
| ○    | TASUKU                                       | 3R終了 判定3-0                                           | SHOOT BOXING 2015 ～SB30th Anniversary～ act.1                                                           | 2015年2月21日  |
| ×    | 野辺広大                                     | 3R終了 判定0-3                                           | RISE 103                                                                                                 | 2015年1月24日  |
| ○    | 石原夜叉坊                                   | 3R+延長1R終了 判定2-0                                    | SHOOT BOXING WORLD TOURNAMENT S-cup 2014                                                                 | 2014年11月30日 |
| ○    | 玉川和輝                                     | 3R終了 判定3-0                                           | SHOOT BOXING2014 act.4                                                                                   | 2014年9月20日  |
| ○    | MASATO                                       | 3分2R終了 判定2-0                                        | J-NETWORK J-FIGHT in SHINJUKU～vol.38～ 【Next Generation Cup－62kg級決勝戦】                            | 2014年7月27日  |
| ○    | 秀樹                                         | 3分2R終了 判定3-0                                        | J-NETWORK J-FIGHT in SHINJUKU～vol.38～ 【Next Generation Cup－62kg級準決勝】                            | 2014年7月27日  |
| ○    | RS・YUTAKA                                   | 1R 2分35秒 KO（右ローキック）                            | J-NETWORK J-FIGHT in SHINJUKU～vol.38～ 【Next Generation Cup－62kg級一回戦】                            | 2014年7月27日  |
| ○    | 下村哲幸                                     | 1R 1分55秒 TKO（タオル投入）                             | SHOOT BOXING 2014 act.3                                                                                  | 2014年6月21日  |
| ○    | 鈴木崇人                                     | 3R 1分20秒 TKO（タオル投入）                             | SHOOT BOXING 2014 act.2～BONDS 絆～                                                                      | 2014年4月18日  |
| ○    | 北川準                                       | 3R 2分33秒 TKO                                           | SHOOT BOXING 2014 act.1                                                                                  | 2014年2月23日  |

## 獲得タイトル
- S-cup2018世界王座
- 第12代SB日本スーパーライト級王座
- Next Generation Cup 2014－62kg級優勝
- 第2代REBELS-BLACKスーパーウェルター級王座
- 初代KNOCK OUT-BLACKスーパーウェルター級王座
- 第5代RISEミドル級王座
- 第2代SB世界スーパーウェルター級王座（防衛1度）

## 入場テーマ曲
- 「MEGARYU」メガトンキック　我竜伝説

## 出演

### 雑誌
- Fight&Life vol.69（フィットネススポーツ出版、2018年12月号）

### 試合映像
1. ↑  『【1R膝蹴りKO】海人 vs 下村 哲幸【SHOOT BOXING2014 act. 3】『YouTube初公開』』SHOOT BOXING公式YouTubeチャンネル、2014年。
2. ↑  『2014.9.20SB 玉川和輝vs.海人』SHOOT BOXING公式YouTubeチャンネル、2014年。
3. ↑  『【YouTube初公開】海人 vs 石原 夜叉坊【SHOOT BOXING S‐cup 世界トーナメント 2014】』SHOOT BOXING公式YouTubeチャンネル、2014年。
4. ↑  『野辺広大 vs 海 人／Kodai Nobe vs Kaito｜2015.1.24【OFFICIAL】』RISE公式YouTubeチャンネル、2015年。
5. ↑  『【YouTube初公開】海人 vs 土屋大喜【SHOOT BOXING 30th ANNIVERSARY“CAESAR TIME!”】『シュートボクシング vs 修斗』』SHOOT BOXING公式YouTubeチャンネル、2015年。
6. ↑  『【1R KO決着】鈴木 博昭 vs 海人『SHOOT BOXING 2017 act.3』【YouTube初公開】』SHOOT BOXING公式YouTubeチャンネル、2017年。
7. ↑  『【KO決着】海人 vs 宮越 慶二郎【SHOOT BOXING 2017 act.4】』SHOOT BOXING公式YouTubeチャンネル、2017年。
8. ↑  『【YouTube初公開】海人 vs 憂也【-SHOOT BOXING BATTLE SUMMIT-GROUND ZERO TOKYO 2017】『王座決定トーナメント1回戦』』SHOOT BOXING公式YouTubeチャンネル、2017年。
9. ↑  『【初公開:決勝戦】海人 vs 健太【-SHOOT BOXING BATTLE SUMMIT-GROUND ZERO TOKYO 2017】『王座決定トーナメント』』SHOOT BOXING公式YouTubeチャンネル、2017年。
10. ↑  『【KO決着】 SHOOT BOXING 2018 act.1 海人 vs タップロン・ハーデスワークアウト Kaito vs Tapruwan Hadesworkout』SHOOT BOXING公式YouTubeチャンネル、2018年。
11. ↑  『【肘打ちKO!】海人 vs 不可思『SHOOT BOXING 2018 act.2』【Full Fight YouTube初公開】』SHOOT BOXING公式YouTubeチャンネル、2018年。
12. ↑  『【1R KO】海人 vs ジャオウェハー・シーリーラックジム『SHOOT BOXING 2018 act.3』【YouTube初公開】kaito vs Jaowayha Sirilak』SHOOT BOXING公式YouTubeチャンネル、2018年。
13. ↑  『海人 vs チャムアトーン・ファイタームエタイ【SHOOT BOXING2018 act.4】Chamuaktong Fightermuaythai vs Kaito』SHOOT BOXING公式YouTubeチャンネル、2018年。
14. ↑  『【1R完封KO】海人 vs チョ・ギョンジェ『SHOOT BOXING S-cup 65kg 世界 TOURNAMENT 2018　1回戦』【YouTube初公開】』SHOOT BOXING公式YouTubeチャンネル、2018年。
15. ↑  『【KO決着】海人 vs 健太『SHOOT BOXING S-cup 65kg 世界 TOURNAMENT 2018　準決勝』【YouTube初公開】』SHOOT BOXING公式YouTubeチャンネル、2018年。
16. ↑  『【決勝戦:1R KO!】海人 vs UMA『SHOOT BOXING S-cup 65kg 世界 TOURNAMENT 2018』【YouTube初公開】1day TOURNAMENT Final』SHOOT BOXING公式YouTubeチャンネル、2018年。
17. ↑  『水落洋祐vs海人 KING OF KNOCK OUT 2018 両国国技館 第7試合』KNOCK OUT公式YouTubeチャンネル、2018年。
18. ↑  『【ムエタイ4冠王圧倒】海人 vs ポンシリー・ポーシリポン【SHOOT BOXING 2019 act.1】』SHOOT BOXING公式YouTubeチャンネル、2019年。
19. ↑  『海人 vs チャド・コリンズ【SHOOT BOXING 2019 act.2】Kaito vs CHADD COLLINS』SHOOT BOXING公式YouTubeチャンネル、2019年。
20. ↑  『【KO決着】海人 vs 中島 弘貴【SHOOT BOXING 2019 act.3】『YouTube初公開』』SHOOT BOXING公式YouTubeチャンネル、2019年。
21. ↑  『海人vsイ・ソンヒョン 【SHOOT BOXING 2019 act.4】【 Kaito vs Lee Sunghyun 】』SHOOT BOXING公式YouTubeチャンネル、2019年。
22. ↑  『海人 vs “ブラックパンサー”ベイノア『SHOOT BOXING GROUND ZERO TOKYO 2019』』SHOOT BOXING公式YouTubeチャンネル、2019年。
23. ↑  『【SB王者vsムエタイ王者】海人 vs ピンペット・バンチャメーク【SHOOT BOXING 2020 act.1】Kaito vs Pinphet Banchamek』SHOOT BOXING公式YouTubeチャンネル、2020年。
24. ↑  『【試合映像】Full Fight | 海人 vs. ロクク・ダリ / Kaito vs. Daryl Lokoku - RIZIN.23』RIZIN公式YouTubeチャンネル、2020年。
25. ↑  『海 人 vs 緑川 創／Kaito vs Tsukuru Midorikawa｜2020.10.11【OFFICIAL】』RISE公式YouTubeチャンネル、2020年。
26. ↑  『【右ハイキック衝撃KO】海人 vs 喜多村 誠『SHOOT BOXING 2020 act.2』』SHOOT BOXING公式YouTubeチャンネル、2020年。
27. ↑  『【REBELS ～The FINAL～】日菜太 vs 海人』KNOCK OUT公式YouTubeチャンネル、2021年。
28. ↑  『海人 vs モハン・ドラゴン【SHOOT BOXING 2021 act.2】2021.4.10後楽園ホール』SHOOT BOXING公式YouTubeチャンネル、2021年。
29. ↑  『【SB王者 vs 総合王者】海人 vs 小金 翔【SHOOT BOXING 2021 act.3】』SHOOT BOXING公式YouTubeチャンネル、2021年。
30. ↑  『【SB vs ムエタイ対抗戦】海人 vs チャンスック・バーテックスジム【SHOOT BOXING 2021 act.4】』SHOOT BOXING公式YouTubeチャンネル、2021年。
31. ↑  『海人 vs 中島将志／Kaito vs Masashi Nakajima｜2021.11.14 #RISE_WS 大阪2【OFFICIAL】』RISE公式YouTubeチャンネル、2021年。
32. ↑  『【KO決着】海人 vs ジョー・FELLOWGYM【SHOOT BOXING 2021 Champion Carnival】』SHOOT BOXING公式YouTubeチャンネル、2021年。
33. ↑  『【悶絶KO】海人 vs チューチャイ・ハーデスワークアウトジム【SHOOT BOXING 2022 act.1】』SHOOT BOXING公式YouTubeチャンネル、2022年。
34. ↑  『海人 vs “ブラックパンサー”ベイノア／Kaito vs Blackpanther Beynoah｜2022.4.2 #RISE_ELDRD 2022【OFFICIAL】』RISE公式YouTubeチャンネル、2022年。
35. ↑  『【THE MATCH】海人vs野杁正明』SHOOT BOXING公式YouTubeチャンネル、2022年。
36. ↑  『海人 vs 野杁正明/22.6.19「Yogibo presents THE MATCH 2022」』K-1公式YouTubeチャンネル、2022年。
37. ↑  『海人 vs サモ・ペティ／Kaito vs Samo Petje｜2022.8.21 #RISE_WS 大阪【OFFICIAL】』RISE公式YouTubeチャンネル、2022年。
38. ↑  『海人 vs ケンダル・カラクァート【SHOOT BOXING 2022 act.4】』SHOOT BOXING公式YouTubeチャンネル、2022年。
39. ↑  『海人 vs ストーヤン・コプリヴレンスキー／Kaito vs Stoyan Koprivlenski｜2022.12.25 #RISEWS_SBKINGS【OFFICIAL】』RISE公式YouTubeチャンネル、2022年。
40. ↑  『緑川 創 VS海人/2023年2月11日 NO KICK NO LIFE】』NOKICKNOLIFE公式YouTubeチャンネル、2023年。
41. ↑  『イ・ソンヒョン vs 海人／Sunghyun Lee vs Kaito｜2023.3.26 #RISE_ELDRD【OFFICIAL】』RISE公式YouTubeチャンネル、2023年。
42. ↑  『【王座決定戦】海人 vs サモ・ペティ【SHOOT BOXING 2023 act.3】kaito vs Samo Petje』SHOOT BOXING公式YouTubeチャンネル、2023年。
43. ↑  『A FLAWLESS PERFORMANCE! Tyjani Beztati vs. Kaito (Lightweight Title Bout) - Full Fight』GLORY公式YouTubeチャンネル、2023年。
44. ↑  『【1R衝撃KO】海人 vs マサロ・グランダー【SHOOT BOXING 2023 シリーズ Final -Start towards 40th anniversary-】』SHOOT BOXING公式YouTubeチャンネル、2023年。
45. ↑  『海人 vs ジェームズ・コンデ／Kaito vs James Conde｜2023.12.16 #RISE_WS 2023 Final【OFFICIAL】』RISE公式YouTubeチャンネル、2023年。
46. ↑  『海人 vs ペットモラコット・ペッティンディーアカデミー【SHOOT BOXING 2024 act.1】kaito vs petchmorakot Petchyindee Academy』SHOOT BOXING公式YouTubeチャンネル、2024年。
47. ↑  『海人 vs ペットモラコット・ペッティンディーアカデミー【SHOOT BOXING 2024 act.2】SB世界スーパーウェルター級 タイトルマッチ』SHOOT BOXING公式YouTubeチャンネル、2024年。
48. ↑  『海人 vs アルマン・ハンバリアン【SHOOT BOXING 2024 act.3】』SHOOT BOXING公式YouTubeチャンネル、2024年。
49. ↑  『海人vsドラゴミール・ペトロフ【SHOOT BOXING 2024 act.4】』SHOOT BOXING公式YouTubeチャンネル、2024年。
50. ↑  『海人vsダビット・キリア【SHOOT BOXING 2024 act.5】』SHOOT BOXING公式YouTubeチャンネル、2024年。
51. ↑  『海人vsゲリック・ビレット【SB GROUND ZERO TOKYO 2024】』SHOOT BOXING公式YouTubeチャンネル、2024年。
52. ↑  『海人 vs エンリコ・ケール【SHOOT BOXING 2025 act.3】』SHOOT BOXING公式YouTubeチャンネル、2025年。